# كنجي مييازاكي
كنجي مييازاكي (باليابانية: 宮崎 健治) (24 يونيو 1977 في فوكوكا في اليابان – )؛ هو لاعب كرة قدم ياباني سابق كان يلعب كلاعب وسط.

## وصلات خارجية
- كنجي مييازاكي على موقع رابطة كرة القدم اليابانية للمحترفين (اليابانية)
- كنجي مييازاكي على موقع قاعدة بيانات كرة القدم.إي يو (الإنجليزية)
- كنجي مييازاكي على موقع عالم كرة القدم.نت (الإنجليزية)